# 吉田篁墩
吉田 篁墩（よしだ こうとん、延享2年4月5日（1745年5月6日） - 寛政10年9月1日（1798年10月10日））は、江戸時代後期の儒学者。幼名は虎之助。名は漢官。字は資坦、学生、学儒。通称は担蔵。別号に竹門、林庵、艾峰。水戸藩医吉田家6代目。
日本における考証学の提唱者、および漢籍書誌学の開拓者として位置付けられている。

## 生涯
延享2年（1745年）4月5日、上総大多喜藩士藤井沢衛門定行の子として生まれた。水戸藩医吉田篤信と奥山氏の間に江戸小石川の藩邸に生まれたとするのは誤り。なお、大多喜藩の下屋敷も小石川にあったため、出生地が小石川の大多喜藩邸だったとすれば辻褄は合うが、今のところ江戸生まれとする根拠はない。
宝暦8年（1758年）4月23日、水戸藩側医慎斎吉田篤親の養子に入る。宝暦9年（1759年）、慎斎の死により家督を相続した。しかし、当時幼年だったため本禄100石は御預け、小普請組からのスタートとなり、その後も出世が進まないことに不満を募らせていった。一度表医師に昇ったものの、安永5年（1776年）12月24日、粗暴な言動を理由に小普請組に降格となった。安永8年（1779年）6月29日、目付と喧嘩し、嘲弄したとして遂に藩から追放され、先祖の苗字佐々木を名乗った。従来、追放の理由として、当直にありながら市街に出て病人を診療し、後宮の急病人に対応できなかったからだとされてきたが、篁墩に当直を務める程の地位はなく、他の記録とも相容れず、全くの虚説である。
江戸、水戸出入禁止となった篁墩は、武蔵国熊谷宿に移って薬種業を営み、生計を立てた。天明2年（1782年）1月末から3月まで禁を犯して江戸に滞在し、2月、徳川宗翰17回忌で法要を務める浅草寺子院吉祥院主を介して恩赦を請うたが、年浅いとして認められなかった。天明3年（1783年）6月19日、大雨により荒川が氾濫して熊谷の自宅が損壊し、下旬に江戸浅草吉祥院門前に売家を購入し、再び禁を破って移住した。
一方、学業においては、すでに井上金峨に師事し、高い学識を養っていた。安永6年（1777年）以前より漢籍古本の収集に着手し、天明4年（1784年）秋、『足利学校書目』を入手、これに触発されてか、『古文孝経孔氏伝』で中国に名を馳せた太宰春台を目標とし、校勘学の追究を決意した。『足利学校蔵書附考』を纏めた後、古書の収集を続けて校勘を行い、特に何晏『論語集解』の校勘に力を注いだ。
50歳を超えると、収集した貴重書は売り払い、子孫のため田地を購入した。寛政10年（1798年）9月1日痢病により死去した。墓所は台東区谷中大雄寺。

## 経歴
- 宝暦9年（1759年）2月19日 - 小普請組、5人扶持[1]
- 明和4年（1767年）12月25日 - 表医師、7人扶持[1]
- 明和8年（1771年）12月25日 - 10人扶持[1]
- 安永5年（1776年）12月24日 - 小普請組、3人扶持[1]
- 安永8年（1779年）6月29日 - 水戸・江戸構[1]
- 天明8年（1788年）9月8日 - 解除[1]
- 寛政3年（1791年）2月24日 - 屋敷出入許可[1]

## 著書
- 『古文尚書孔伝指要』
- 『論語集解考異』
- 『菅氏本論語集解考異』
- 『真本古文孝経孔伝』
- 『左伝杜解補葺』
- 『真本墨子考』
- 『経籍考』
- 『活版経籍考』 NDLJP:2540618
- 『足利学校書目附考』
- 『廟略議』
- 『祭議略』
- 『留蠧書屋儲蔵志』
- 『近聞寓筆』
- 『近聞雜録』
- 『清朝創業事略』
- 『欣然悦耳録』
- 『骨董小説』
- 『箕林山房文鈔』

## 家族
- 実父：藤井沢（右？[4]）衛門定行 - 大多喜藩士[1]。『武鑑』に同時代の家老藤井森右衛門が見えるが、関係性不明[4]。
- 実母：不明 - 奥山氏とするの[3]は、養父篤親の母美濃八幡藩士奥山儀兵衛重勝女[1]と混同したもの[4]。
- 養父：慎斎吉田篤親 - 幼名は伊之助。御側医[1]。篤信とするの[3]は誤り[4]。
- 養母：桐原氏 - 豊前小倉藩医桐原昌聖真房女[1]。
  - 義兄：貞次郎 - 寛保2年（1742年）7月13日夭逝[1]。
  - 義兄：慎敬 - 宝暦4年（1754年）7月14日14歳で死去[1]。